# یوهانا سیوبرگ
یوهانا سیوبرگ (به انگلیسی: Johanna Sjöberg) (زادهٔ ۸ مارس ۱۹۷۸) شناگر اهل سوئد است.